# Money in the Bank 2015
Money in the Bank 2015 è stata la sesta edizione dell'omonimo evento in pay-per-view prodotto annualmente dalla WWE. L'evento si è svolto il 14 giugno 2015 alla Nationwide Arena di Columbus (Ohio).

## Storyline
Il 31 maggio, a Elimination Chamber, Dean Ambrose ha sconfitto il WWE World Heavyweight Champion Seth Rollins per squalifica; tuttavia Rollins è rimasto campione. Nonostante Rollins abbia mantenuto il titolo, Ambrose ha continuato a portare la cintura con sé. Nell'episodio di Raw del 1º giugno Roman Reigns, parlando per conto di Ambrose, ha sfidato Rollins ad un Ladder match per il WWE World Heavyweight Championship a Money in the Bank; stipulazione che è stata poi accettata dallo stesso Rollins.
A Elimination Chamber, l'NXT Champion Kevin Owens ha sconfitto lo United States Champion John Cena. In seguito è stato stabilito un rematch tra i due per Money in the Bank.
A Elimination Chamber, Dolph Ziggler, Neville, Roman Reigns, Randy Orton, Kofi Kingston e Sheamus sono stati rivelati come partecipanti all'annuale Money in the Bank Ladder match, in cui il vincitore avrebbe vinto un contratto valido per un match per il WWE World Heavyweight Championship. Nell'episodio di SmackDown del 4 giugno anche Kane è stato aggiunto all'interno del match.
A Elimination Chamber, Ryback ha conquistato il vacante Intercontinental Championship in un Elimination Chamber match. Nell'episodio di Raw del 1º giugno, prima dell'annuncio del match titolato tra Ryback e The Miz per Money in the Bank, Big Show ha attaccato brutalmente The Miz e confrontato Ryback. Dato l'infortunio di The Miz, l'8 giugno è stato annunciato il match valido per il titolo intercontinentale tra Ryback e Big Show per Money in the Bank.
Nella puntata di SmackDown del 4 giugno, i Prime Time Players (Darren Young e Titus O'Neil) hanno sconfitto gli Ascension (Konnor e Viktor) e i Lucha Dragons (Kalisto e Sin Cara) in un Triple Threat Tag Team match diventando i primi sfidanti al WWE Tag Team Championship del New Day per Money in the Bank.
Nella puntata di Raw del 1º giugno, Nikki Bella ha mantenuto il Divas Championship dall'assalto di Paige scambiandosi, durante il corso del match, con la sorella gemella Brie, la quale ha schienato Paige. Nella successiva puntata di Raw, un rematch titolato tra Nikki e Paige è stato sancito per Money in the Bank.

## Risultati
| #       | Incontri                                                                                     | Stipulazioni                                           | Durata |
| ------- | -------------------------------------------------------------------------------------------- | ------------------------------------------------------ | ------ |
| Kickoff | R-Truth ha sconfitto King Barrett                                                            | Single match                                           | 05:41  |
| 1       | Sheamus ha sconfitto Dolph Ziggler, Kane, Kofi Kingston, Neville, Randy Orton e Roman Reigns | Money in the bank ladder match                         | 20:50  |
| 2       | Nikki Bella (c) ha sconfitto Paige                                                           | Single match per il WWE Divas Championship             | 11:18  |
| 3       | Big Show ha sconfitto Ryback (c) per squalifica                                              | Single match per il WWE Intercontinental Championship  | 05:28  |
| 4       | John Cena ha sconfitto Kevin Owens                                                           | Single match                                           | 19:15  |
| 5       | I Prime Time Players hanno sconfitto il New Day (c)                                          | Tag team match per il WWE Tag Team Championship        | 05:48  |
| 6       | Seth Rollins (c) ha sconfitto Dean Ambrose                                                   | Ladder match per il WWE World Heavyweight Championship | 35:40  |